# TXU Energy
TXU Energy es un proveedor estadounidense de electricidad al por menor con sede en Irving, Texas, que presta servicio a clientes residenciales y comerciales en regiones desreguladas de Texas desde la desregulación del mercado de electricidad de Texas en 2002. Es una subsidiaria de Vistra Corp y uno de los mayores proveedores de electricidad al por menor en Texas.

## Historia
La primera instancia de generación de electricidad en el norte de Texas se remonta a 1882, cuando la Dallas Electric Lighting Company, predecesora indirecta de TXU Energy, comenzó a proporcionar servicio de luz eléctrica a la ciudad de Dallas. Algunos años después, en 1885, se fundó la Fort Worth Electric Light and Power Company, otra predecesora indirecta de TXU Energy, que comenzó a prestar servicio en áreas al oeste de Dallas.
En los años que siguieron, se formaron varias compañías eléctricas: los predecesores directos de TXU Energy, la Texas Power & Light Company (TP&L); Dallas Power & Light (DP&L), para atender el área de Dallas; y la Texas Electric Service Company (TESCO) para atender a Fort Worth y áreas al oeste de Abilene.
En 1984, DP&L, TESCO y TP&L se fusionaron como divisiones de una nueva subsidiaria principal, la Texas Utilities Electric Company.
En 1999, la empresa cambió su nombre a TXU Corp., posicionándose como una empresa de energía multinacional que eventualmente competiría en los mercados de electricidad en tres continentes: Australia, Europa y América del Norte. Finalmente, cesó todas sus operaciones fuera de América del Norte en 2002.

### Desregulación
El 21 de mayo de 1999, la Legislatura de Texas aprobó el Senate Bill 7 (SB 7), que requería la creación de un mercado competitivo de electricidad minorista. TXU Energy fue uno de los primeros proveedores de electricidad minorista certificados en comenzar a ofrecer servicios en la apertura del mercado en 2002. Las tres entidades principales de TXU Corporation durante los primeros años de la desregulación fueron TXU Energy, un proveedor de electricidad minorista (REP); TXU Electric Delivery, una utilidad de transmisión y distribución (TDU); y TXU Power, un proveedor de generación de electricidad al por mayor.
En 2007, a través de una adquisición de capital privado liderada por KKR, TPG Capital y Goldman Sachs, TXU Corporation fue adquirida por Energy Future Holdings Corp. (EFH). TXU Energy mantuvo su nombre, mientras que TXU Power pasó a llamarse Luminant y TXU Electric Delivery se renombró como Oncor.
El 29 de abril de 2014, Energy Future Holdings (EFH), la empresa matriz de TXU Energy en ese momento, entró en bancarrota. En octubre de 2016, ciertas subsidiarias de EFH, incluyendo TXU Energy, Luminant y el departamento de servicios corporativos de EFH, emergieron de la reorganización en una escisión aprobada por el tribunal bajo la empresa matriz Texas Competitive Electric Holdings (TCEH), y se anunció un nuevo CEO, Curt Morgan. Más tarde en 2016, TCEH cambió su nombre a Vistra Energy.
La empresa matriz de TXU Energy, Vistra Energy, comenzó a cotizar en la Bolsa de Nueva York el 10 de mayo de 2017.

## Iniciativas Comunitarias y de Conservación
TXU Energy participa en una variedad de iniciativas comunitarias y esfuerzos de conservación ambiental en Texas.

### TXU Energy Aid
TXU Energy Aid comenzó en 1983 para ayudar a los clientes que no tienen los medios para pagar el servicio de electricidad. Desde su inicio, TXU Energy Aid ha ayudado a 455 000 clientes, con un total de más de $84 millones en asistencia. Los fondos se recaudan a través de donaciones de empleados y clientes.

### Programa Comprometidos con el Crecimiento de la Comunidad
A través de su programa Comprometidos con el Crecimiento de la Comunidad, TXU Energy se asocia con la Texas Trees Foundation para plantar árboles en comunidades de todo Texas. Ubicado en el Richland College, el TXU Energy Urban Tree Farm and Education Center es la mayor granja de árboles urbana sin fines de lucro en la nación. La granja de árboles produce árboles para la comunidad y permite a voluntarios registrar horas plantando, mulching y podando. A través de su asociación con la Texas Trees Foundation, se han plantado más de 240 000 árboles en todo el estado.

### Houston Zoo
TXU Energy recientemente superó la marca de $1 millón en donaciones al Zoológico de Houston. La empresa ha sido el patrocinador principal del programa Chill Out del Zoológico de Houston desde 2011 y de Zoo Lights desde su inicio. Además, TXU Energy ha patrocinado otros eventos como la campaña anual Gift of Grub del zoológico, que iguala las donaciones hasta $50 000.